# Martin H. M. Schreiber
Pour les articles homonymes, voir Schreiber.
Martin Hugo Maximilian Schreiber, plus connu sous le nom de Martin H. M. Schreiber, est un photographe tchéco-américain né 14 juin 1946 à Prague (Tchécoslovaquie). 
Il est surtout connu pour avoir pris des clichés de Madonna nue en 1979 alors qu'elle était encore anonyme, photos qui furent par la suite publiées dans le magazine Playboy en 1985.

## Biographie
Martin Hugo Maximilian Schreiber naît le 14 juin 1946 à Prague (Tchécoslovaquie). Ses parents immigrent aux États-Unis en 1952, et s'installent à New York, où sa mère fait du mannequinat.
Il devient par la suite photographe, et remporte une mention honorable lors d'un concours photo pour le magazine Life. Il enseigne ensuite pendant plusieurs années dans des écoles d'art de New York, comme la New School Parsons (en 1977) ou la School of Visual Arts,. 
En 1979, alors qu'il enseigne la photographie de nu dans un atelier intitulé « Photographing the Nude » à la New School for Social Research de Manhattan, il rencontre la chanteuse Madonna, alors modèle anonyme cherchant à gagner de l'argent pour ses cours de danse. Ils se mettent rapidement en couple, et il la paie 30 $ pour qu'elle pose nue devant ses étudiants à l'occasion d'une séance de photographie en noir et blanc. Il réutilisera d'ailleurs quelques clichés de cette séance dans son livre Bodyscapes (1980),. 
En mai 1985, il aperçoit Madonna, devenue célèbre, sur la couverture du magazine Time, et décide alors de vendre les clichés au magazine Playboy, pour plus de 200 000 $. La publication de ces clichés le rend célèbre, et lui permet de vivre de son art.
En 1989, il déménage en France, et s'installe notamment dans la région du Perche à partir de 1993,.

## Expositions
- 2016 : 
  - Indigenous, Galerie Meyer Oceanic & Eskimo, Paris, (juin 2016)
  - Madonna II exhibition, The Colour Factory, Melbourne, Australie
  - conférence à la Maison européenne de la photographie (MEP), Paris[8],
- 2015 :   
  -     - Group show, New Gallery 4 , Cheb, République Tchèque

  - "Madonna Nudes II, Alcazar, Paris,
  - "Madonna Nudes II", DAAB Publishers, Cologne, Allemagne
- 2012 :  Cowboys and Nudes, Brothers Lumiere Centre, Moscou
- 2010 :  Ode to Art Gallery, Singapour
- 2009 :  
  - Houses of Arts, Marbella, Espagne
  - Solidni Nejistota, Prague, République tchèque
  - Art District Gallery, Amsterdam
  - Impure Art, Brighton, Royaume-Uni
  - Impure Art, Londres, Royaume-Uni
  - Casa Della Arte, Istanbul, Turquie

- 2008 : Galerie 4, Cheb, République tchèque
- 2007 : Espace Abbe Fret, Bretoncelles, France
- 2005 : 
  - Espace Abbe Fret, Bretoncelles, France
  - Level 3 Gallery, Adelaïde, Australie
- 2004 : Picto, Montparnasse, Paris
- 2003 : James Gallery, Moscou
- 2002 : 
  - Royal National Theatre, Londres
  - James Gallery, Moscou
  - Ministero de gusto, Marrakech
- 1999 : 
  - National Cowboy Hall of Fame, Oklahoma City, États-Unis
  - Colorado Springs Fine Arts Center, États-Unis
- 1993 : Korun Gallery, Prague, République tchèque
- 1990 : 
  - Portofolio Gallery, Londres
  - Agelli and Pamblad/Vanzaff, Göteborg, Suède
  - Neikrug Gallery, New York, États-Unis

- 1988 : 
  - Galeria Occidente Colombiano, Cali, Colombia Galeria La Francia
  - Medellin, Colombia Galeria El Museo, Bogota, Colombie
- 1984 : Central Fall Gallery, New York, États-Unis

- 1983 : 
  - Scurry County Museum, Snyder, Texas, États-Unis
  - Boor Hill Museau, Dodge City, Oklahoma, États-Unis
  - Central Fall Gallery, New York, États-Unis
  - Hardison Fine Arts, New York, États-Unis
- 1982 :
  - Gallery of Photographic arts, Cleveland, Ohio, États-Unis
  - The Afterimage, Dallas, Texas, Amarillo Fine Arts Center Museum, Amarillo, Texas, États-Unis
- 1980 : 
  - Stanley and Schenk, Atlanta, Géorgie, États-Unis
  - International Center of Photography, New York, États-Unis
  - Secret Gallery, Provincetown, Massachusetts, États-Unis
- 1979 : L'Apos, Affiche Gallery, New York, États-Unis
- 1978 : Neil Gallery, New York, États-Unis

## Albums et livres
- 2015 : The Rape of Prague (essai) traduit en français Le viol de Prague
- 2015 : Madonna Nudes II, Éditions Daab Media, Allemagne
  - Last of a Breed II, Éditions Verlag Kettler, Allemagne
  - Retrospection, 1966-2015, Éditions Duncan Meeder, Pays-Bas

- 2010 : Madonna Catalogue, Ode to Art, Singapour

- 2009 : 
  - Q, Castor and Pollux, France
  - Madonna Catalogue, Casa Della Arte, Istanbul, Turquie
  - Le Perche des arts, Reflect Éditions, France

- 2005 : Cooking at home, On Rue Tatin, Morrow, États-Unis
- 2002 : Chef Daniel Boulud, Assouline, New York et Paris

- 2001 : 
  - Madonna Nudes 1979, Longwind Publishing, Floride, États-Unis
  - Last of A Breed, Longwind Publishing, Floride, États-Unis
- 1998 : Café des artistes, Éditions Plume, Paris

- 1993 : 
  - Hamish Heartland, Parco Publishers, Japon
  - Buckaroo, Callaway Editions, New York, États-Unis
  - Alexandra S, Fototage Editions, Francfort, Allemagne

- 1991 : 
  - Czech Photographers in Exile, Prague (Tchécoslovaquie)
  - Bilderlust, Éditions Braus, Heidelberg, Allemagne
  - Way Out West, Treville Publishers, Japon

- 1990 : Madonna Nudes 1979, Taschen Verlag, Cologne, Allemagne

- 1988 : 
  - I, Madonna, Shueisha Publishing, Japon
  - Last of a Breed, Bantam Books, New York, États-Unis, paperback
  - Cafés d’artistes à Paris (textes de Gérard-Georges Lemaire), Plume, Paris

- 1986 : The Majestic World of Arabian Horses, Abrams, New York, États-Unis
- 1982 : Last of A Breed, Texas Monthly Press, États-Unis
- 1980 : Bodyscape, Abbeville Press, New York, États-Unis